# Octave-Louis Aubert
Octave-Louis Aubert (8. ledna 1870, Paříž – 14. ledna 1950, Saint-Brieuc) byl francouzský spisovatel a vydavatel.
Roku 1922 založil časopis « La Bretagne touristique ». Byl přítelem Charlese Le Goffica a Anatola Le Braz. Byl prezidentem Chambre de commerce v Côtes-du-Nord v letech 1930 až 1945.
Nejméně pět ulic v Bretani nese jeho jméno.

## Dílo
- Le Livre de Bretagne, 1901.
- Légendes traditionnelles de la Bretagne.
- několik divadelních her ...